# New York Countys distriktsåklagare
New Yorks Countys distriktsåklagare (engelska: New York County District Attorney) är det åklagarämbete som för åtal under delstaten New Yorks lagstiftning i delstatens domstolar på Manhattan i staden New York. Gränserna för stadsdelen Manhattan sammanfaller helt med New York County och benämns även informellt som Manhattan District Attorney's Office. 
Distriktsåklagaren ska inte förväxlas med den federala åklagaren för New Yorks södra distrikt (engelska: United States Attorney for the Southern District of New York) som för åtal i federal domstol.
Den 1 januari 2022 blev Alvin Bragg den första afroamerikan som svors in till ämbetet som distriktsåklagare i New York County.

## Funktion och roll

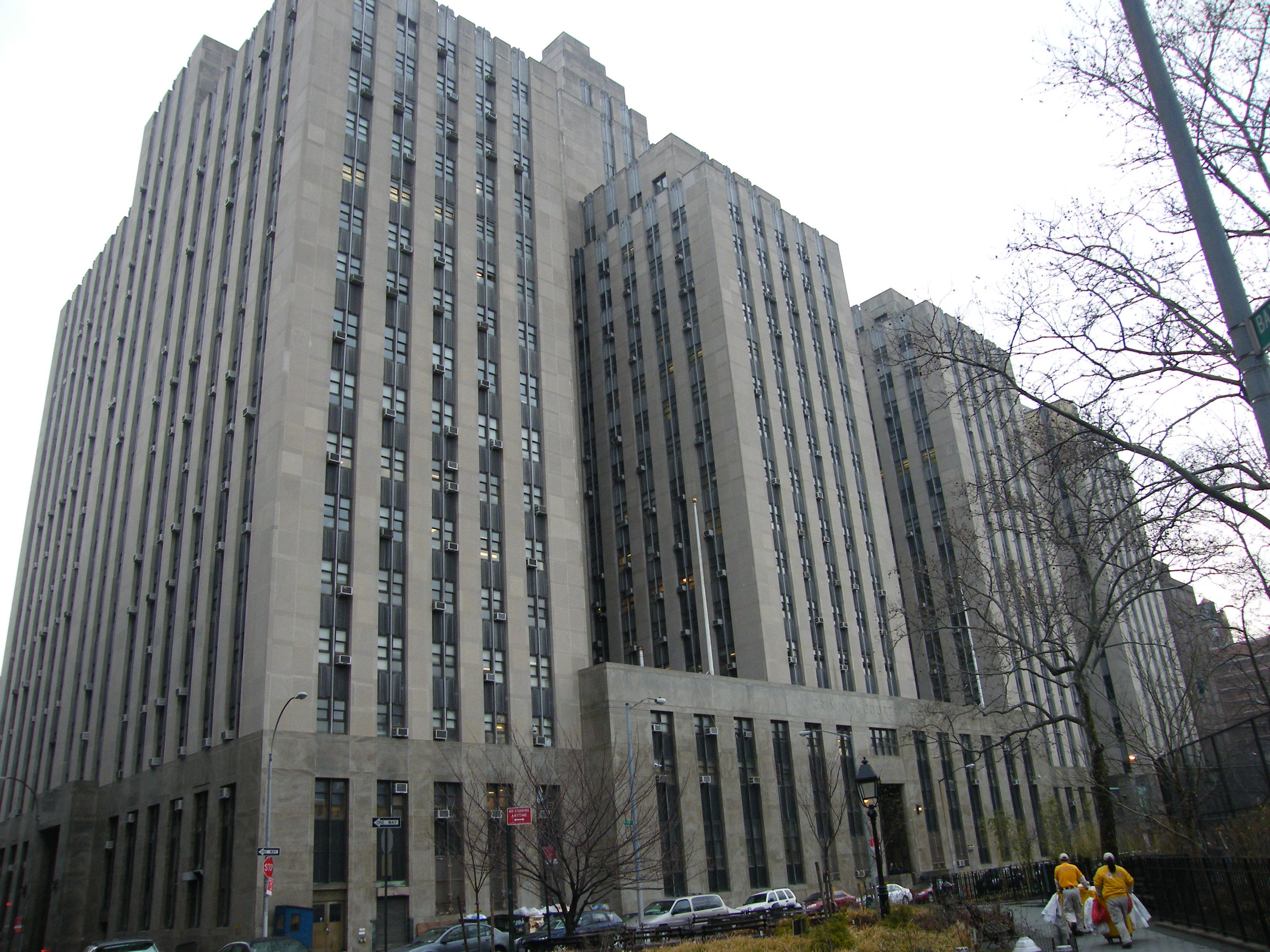
Manhattan Criminal Courthouse vid 1 Hogan Place.

Distriktsåklagararen är folkvald på mandatperioder om 4 år. Valen sammanfaller tidsmässigt med de till New Yorks borgmästare. Distriktsåklagaren är chef för New York County District Attorney’s Office och leder en organisation med 500 assistentåklagare och  870 andra anställda som hanterar över 45 000 mål årligen. Distriktsåklagarens uppgift är att föra åtal enligt delstatens lagar härrörande från brott begångna inom countyts gränser.
Distriktsåklagaren kan i enlighet med delstaten New Yorks konstitution avsättas av den likaledes folkvalda guvernören, om guvernören ger vederbörande rätt att först förklara sig.
Thomas Dewey var New  York Countys distriktsåklagare innan denne blev guvernör och Republikanernas presidentkandidat i valen 1944 och 1948. Robert Morgenthau innehade ämbetet som distriktsåklagare i New York County mellan 1975 och 2009 med åtta stycken omval.

## I populärkultur
Distriktsåklagarämbetet har skildrats i populärkulturen, bland annat i TV-serien I lagens namn (engelska: Law & Order) där Steven Hill från 1990 till 2000 spelade rollfiguren Adam Schiff, som var inspirerad av verklighetens Morgenthau.